# Я не вернусь
«Я не вернусь» (укр. «Я не повернуся») — четвертий сингл російсько-українського гурту «ВІА Гра», з альбому «Попытка № 5».

## Відеокліп
Четвертий кліп гурту ВІА Гра.
Режисер — Макс Паперник

## Учасники запису
- Альона Вінницька
- Надія Грановська